# 석탄

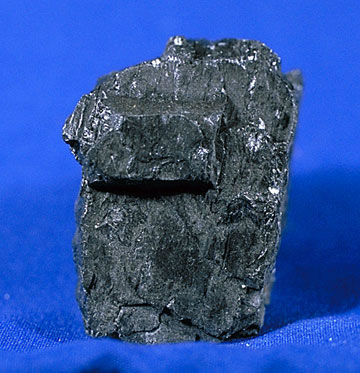
석탄

석탄(石炭, coal)은 셀룰로스와 리그닌을 주성분으로 한 수목이 두껍게 쌓여서 만들어진 층이 그 위의 압력으로 탄화되어 생성된 퇴적암이다. 탄화 정도에 따라 이탄, 토탄, 갈탄, 역청탄, 무연탄이 있다.

## 석탄의 형성
지층(地層)중에 층상(層狀)으로 들어 있는 식물의 유해로서 연료로 사용할 수 있는 것(암석)을 총칭하여 석탄이라고 한다. 석탄은 지구상에 식물(특히 육상식물)이 번성하기 시작한 때부터 각지에서 많은 석탄층이 만들어졌으며, 가장 많이 생성된 시대는 석탄기(古生代 말엽)로서, 이때에 생성된 것이 현재 세계 각지에서 발굴되고 있다. 외국에서는 주로 고생대 석탄기부터 중생대에 이르는 각 지층 속에 포함되어 있다.
그러나 평안 누층군에 함유된 우리나라의 주요 석탄층은 페름기~트라이아스기에 만들어져 대체로 빈약한 석탄층이 발견되고 있다. 석탄은 주로 탄소로 되어 있고, 이 밖에 수소·산소·유황 등이 들어 있어 연소될 때는 SO2가스가 방출, 심한 냄새를 낸다. 좋은 석탄은 휘발성이 많고, 발열량(發熱量)은 6,000∼8,000칼로리의 높은 열량을 내기 때문에 국민생활의 에너지원으로 크게 각광받고 있다.

## 역사
유럽에서는 11~12세기부터 사용되었지만, 중국에서는 기원전 4,000년대부터 사용되었다. 그러나 인간이 석탄을 단지 보조적인 연료 이상의 것으로 이용하기까지에는 많은 시간이 걸렸다. 오늘날처럼 탄광에서 대대적으로 파내게 된 것은 19세기 산업혁명 이후의 일이다.

## 매장 지역
석탄의 매장량은 석유에 비하여 매우 많으며, 석탄의 산지는 세계 각지에 분포되어 있어, 석유처럼 편재되어 있지는 않고 비교적 고르다. 주로 중국, 인도, 오스트레일리아, 미국의 애팔래치아, 남아메리카에 매장되어 있다. 전세계의 총 석탄매장량은 약 1조 741억톤(2020년말 기준)으로 추정되며 북반구, 특히 러시아·미국 등에 집중분포되어 있다. 그 중 미국이 세계 석탄매장량의 약 23%를, 러시아는 15%를, 중국이 13%를 차지하고 있고 그 외에 독일(루르·자알란트·작센)·영국(탄전이 노후화)·프랑스·폴란드(실롱스크) 등에 상당량이 매장되어 있다.

### 한국

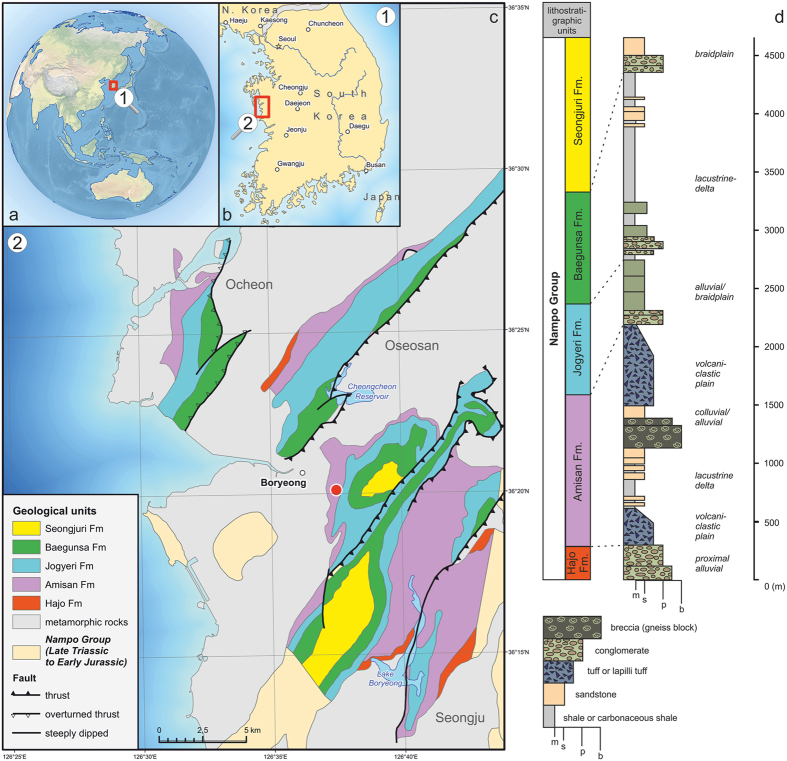
한국의 석탄 산지 충남탄전의 지질도

한반도의 경우 북한지역에 추정 매장량 205억톤(국제기준으로 30억톤)으로 추정되고 있고, 남한 지역에는 2010년 말 기준으로 총 매장량은 13억 5260만톤이고 가채매장량은 4억 2067만톤인 것으로 확인되었다.
대한민국에서 생산되는 석탄은 주로 무연탄이며, 유연탄은 남한에서 전혀 나지 않고 전량 수입하고 있다. 대한민국에는 고생대 후기~중생대 초기의 퇴적암 지층 평안 누층군과 중생대 쥐라기의 퇴적암 지층 대동 누층군 이 분포하는 지역에서 무연탄이 생산된다. 무연탄이 생산되는 지역으로 삼척시-태백시의 삼척탄전, 영월군의 영월탄전, 평창군-정선군의 평창-정선탄전, 단양군의 단양탄전, 문경시의 문경탄전, 충청남도 보령시~청양군의 충남탄전, 보은군의 보은탄전, 화순군의 화순탄전 등이 있다.

## 이용
석탄은 탄소 함유량이 대단히 많은 물질이다. 그 구조는 석유가 탄화수소의 혼합물인 데 반해 벤젠고리를 위주로 방향족 화합물이 몇 개씩 서로 메틸렌 결합이나 에테르 결합으로 연결된 복잡한 고분자의 혼합체이다. 그 최대의 용도는 화력발전이나 각종 보일러·난방용 등의 연료로 이용되고 있다. 그리고 강점결성의 무연탄으로 코크스를 만들어 제철소에서 철의 정련에 사용하거나 탄소전극의 재료로서도 중요하다. 게다가 건류 공정을 통한 석탄가스·콜타르는 여러 가지 화학제품을 만들게 된다.
석탄은 연료로 사용되는 외에 가스·코크스·암모니아·아닐린 및 기타 물감·폭약·피치·안료·방부제 및 약품제조에까지 널리 사용되고 있어, 그 경제적 가치가 크게 인정되고 있다.

## 건류
석탄은 산소를 차단한 채 1,000∼1,300°C의 고온으로 가열하면 열분해되어 석탄가스·가스경유·가스액·콜타르 등을 만들어 내고 나머지는 코크스가 된다. 이와 같이 고체로 된 유기물을 산소가 없는 상태에서 열분해하여 휘발분과 불휘발분으로 나누는 것을 건류라고 한다. 석탄의 건류는 1792년에 영국의 윌리엄 머독이 철로 된 레토르트를 사용하여 비로소 성공한 것인데, 초기에는 석탄에서 등화용 가스와 코크스를 제조할 목적으로 시작되었다. 그 뒤에 코크스로(爐)가 개량되어 콜타르 등의 부산물을 회수하게 되고 석탄가스도 등화용으로부터 도시의 연료용으로 이용되게 되었다. 오늘날에는 제철소에서 주로 제철용 코크스를 만들기 위하여, 또 도시가스 고장이나 화학공장에서 석탄가스·콜타르를 제조하기 위하여 석탄을 고온건류하고 있다. 석탄은 건류에 의해 열분해를 받아 특히 가지부분과 가교부분이 분해되어 메탄이나 일산화탄소가 된다. 또 성분의 일부는 탈수소·환화·축합 등을 일으켜서 열적으로 안정된 방향족 화합물이 된다. 물론 열적으로 안정된 석탄의 구조 부분은 그대로 유지된다.
건류에 따라 생성되는 것은 석탄의 종류에 따라 차이가 있으나 대체적으로는 석탄가스 20%, 가스경유 1%, 가스액 1%, 콜타르 5%, 코크스 70%이다.
- 석탄가스의 주성분은 수소와 메탄이며, 그 밖에도 일산화탄소를 포함하며 기체연료가 된다.
- 가스경유는 벤젠·톨루엔과 같은 비교적 저비점인 방향족 탄화수소로 되어 있으며, 이 혼합물을 다시 정류·분리하여 화학원료로 한다.
- 콜타르는 각종 방향족 화합물이 복잡하게 혼합된 것으로, 끈기가 있는 검은 기름이다. 이 콜타르는 염료·의약품·합성섬유·합성수지 등의 중요 원료가 된다.
- 가스액은 암모니아를 포함한 수용액으로서, 이것을 황산으로 처리하면 황산암모늄이 되며 비료로 이용된다.
- 코크스는 흑회색의 딱딱한 다공질 덩어리이며, 철광석을 환원시켜 선철을 만들 때의 중요한 원료이다. 그 밖에 주물용으로 사용되며, 또 수성가스 반응으로 수소를 발생시키거나 황산암모늄이나 카바이드의 제조에 쓰이는 등 공업적으로 매우 중요한 원료이다.

석탄을 500∼600°C의 비교적 낮은 온도에서 건류하는 방법을 저온건류라고 한다. 이 때 얻어지는 코크스는 반성(半成)코크스 또는 콜라이트라고 부르며 가정용 연료로 사용된다. 저온건류의 특징은 열분해가 다소 온화하기 때문에 생성되는 저온가스·저온타르도 고온건류에 의해 생성된 것과는 다르며, 포화된 쇄상 탄소화합물도 많다. 또 가스의 생성량이 적고 타르분이 많은 것도 특징이다.

## 콜타르의 이용
오늘날의 유기화학 산업을 발전시킨 기초를 이룬 것은 석탄을 원료로 하는 석탄화학공업이며, 독일을 중심으로 합성염료·의약품 등이 타르를 이용해서 만들어진 것이 그 시작이라고 할 수 있다. 석탄화학공업에는 석탄가스·가스액·콜타르·코크스 등 여러 종류의 것을 원료로 하는 것이 있는데, 현재 가장 큰 특징을 이루는 것은 300종 이상에 달하는 많은 방향족 화합물이 섞인 콜타르를 원료로 하는 분야이다.

### 콜타르의 분류
1856년에 퍼킨이 최초로 보랏빛의 합성염료를 만들어 내었는데, 그 원료가 되는 아닐린을 콜타르 속의 벤젠으로부터 얻게 됨으로써 콜타르의 분류는 합성염료 공업의 발흥과 함께 공업적으로 이루어지게 되었다. 분류 공정에는 일반적으로 석유 분류와 마찬가지로 대규모의 분류탑을 사용한다. 맨 먼저 180°C 이하에서는 경유, 그 다음으로 180∼240°C에서 중유(中油), 240∼270°C에서는 중유(重油), 270∼360°C에서는 안트라센유가 증발하고, 마지막으로 남는 것이 피치이다.

## 전세계 석탄산업 현황

### 경영적 특성
석탄산업을 경영형태별로 구분하여 볼 때 영국·프랑스·이탈리아 등은 석탄산업이 완전 국영으로 되어 있고, 미국·서독·일본·대만 등은 완전 민영제로 되어 있다. 이에 대하여 우리나라는 이례적으로 국영과 민영의 2원체제로 되어 있으며, 생산여건이나 경쟁면에서 너무도 다른 상태하에서 이원화되어 이로 인한 모순이 심화(深化)되고 있는 실정이다. 이와 같이 경영상의 특성으로 국영인 대한석탄공사는 관련산업에로 단계적인 진출방안을 모색하고 있으며, 자본력이나 기술면에서 뒤떨어져 있어 심부개발(深部開發)이 어려운 중소 민영탄광에 투자, 국영기업체로서의 기능을 수행하는 체제전환을 모색하고 있다. 따라서 탄좌별(炭座別)로 영세한 중소탄광의 적정규모화와 통합을 추진, 심부채굴을 위한 투자소요자금을 출자하는 계열화체제를 확립하고 있다.

### 대한민국
대한민국에서 산출되는 주요 에너지자원의 하나인 석탄산업을 보호·육성한다는 것은 당위론적인 목표라 할 수 있다. 석탄산업의 육성은 첫째로 이 산업이 노동집약적인 특징이 있어 고용의 효과가 크고, 둘째로 에너지공급을 국산화함으로써 외화절약의 효과를 갖게 된다는 국민경제적인 이익이 있을 뿐 아니라, 이의 효율적인 개발은 에너지의 자급화(自給化)라는 관점에서 유사시의 국가안보라는 차원 높은 목적을 달성케 하는 데도 크게 기여될 수 있다.  따라서 앞으로 사용에 보다 간편하고 경제적 가치가 높은 열에너지로서 석탄산업을 육성한다는 것은 국가의 적극적이고 효율적인 지원책, 업계의 부단한 노력과 국민의 협조가 뒷받침될 때 비로소 '검은 연료의 혁명'이라는 것도 전혀 불가능한 얘기만은 아닐 것이다. 더욱이 정부의 계획이 국산에너지의 최대한 활용, 국내 에너지수요의 저변확대, 생산의욕의 고취와 안정공급체계 확립, 국산 에너지산업의 기반 강화 등으로 수입에너지와의 경쟁력 강화를 위한 정책적 배려를 하고 있기 때문에 앞으로 석탄산업의 육성은 크게 기대되고 있다. 주지하다시피 석탄은 석유보다 값싼 에너지이며, 공급용 시설비나 이에 따른 부수적 비용이 크게 수반되지 않기 때문에 석유 및 기타 에너지원에 비하여 커다란 이점을 가지고 있다.
우리나라의 석탄산업은 가정용 연료로서의 수요를 무시하지 못하므로 아직도 신탄(新炭)에 의존하는 연료 대체(代替)로서 수요의 확대를 꾀하여야 하며, 또한 정책적인 지원에 선행되는 발전용탄(發展用炭)의 수요개발 문제가 뒤따른다. 그러나 발전용탄에 대한 소비수요가 둔화된 원인은 석탄이 유류에 비하여 열효율면에 미치지 못하기 때문에 일어난 현상으로 평가되고 있지만, 유류로의 대체에 따른 국민경제의 해외의존성의 고취를 감안할 때 석탄의 개발이용이 오히려 경제적일 것으로 분석되고 있다.
대한민국에서 본격적인 석탄산업이 개발된 것은 1953년도 휴전 이후라고 볼 수 있다. 즉, 8·15 광복 후 귀속재산인 국유탄광을 중심으로 점증되던 석탄산업은 6·25전쟁으로 다시 원점으로 돌아갔다. 1953년 휴전 후 석탄광(石炭鑛)의 복구와 개발이 절실히 요청됨에 따라 정부는 국유탄광의 개발을 위하여 석탄공사(石炭公社)를 설립하는 한편, 각종 원조사업에 의한 석탄광개발과 함께 1955년 영암선철도 개통으로 삼척지구의 탄전(炭田) 개발에 활기를 띠게 되었다. 그러나 고체연료의 쇠퇴와 액체 또는 기체연료의 성장이라는 세계적인 추세에 따라 우리나라도 1966년까지 계속 높은 구성비(構成比)를 보였던 석탄이 그 비중이 약해지기 시작한 반면에 석유의 비중은 급속한 팽창을 보여 에너지소비의 44%를 차지하고 있다. 이와 같이 석탄의 축소와 석유에너지의 증가 현상은 계속될 것으로 전망되고 있으나 석유자원이 전혀 없는 우리나라에는 외화부담으로 인한 국민경제의 해외의존성을 높이고 있다는 점에는 문제점을 야기시키고 있다. 경제사회의 발달로 1인당 에너지 소비량이 대폭증가함에 따라 석탄·석유·전력 등 에너지원의 수요는 구조적 변화에 관계없이 폭발적으로 증가하기 시작했다. 주유종탄(注油從炭)이라고는 하나 석탄(특히 무연탄)은 서민가정의 전통적 연료였고, 신탄·갈탄·유연탄은 제철·제련·화력발전 분야에 필수적인 에너지원이므로 그 수요는 꾸준히 증가하였다.
그러나 부존탄층의 협소성·불규칙성·급경사·심부화가 심화되는데 비해 규모의 영세성과 채산성의 악화, 정책지원의 부재, 열악한 근로환경 등으로 신규투자나 기계화가 부진하였고 광원의 이직률이 점차 높아지는 등 사양화 현상을 나타냈다. 제2차 석유 파동 이후 1980년대에 들어와 에너지 소비절약, 대체에너지개발, 석유자원개발 등 에너지 정책을 본격 추진하는 과정에서 석탄산업에 대한 정책적인 지원이 시도되었으나 물량·내용 등에서 뒤늦고 미미한 것이었다. 이미 1977년부터 국내생산량이 수요량에 미치지 못해 수입이 본격화되었으며 1980년대 중반 이후 그 신장세는 대폭 확대되었다. 탄광의 생산성 제고를 위해 군소업체를 통합, 광구를 대단위화하고 새로운 채탄기술을 보급하며 기계화율을 높이기 위한 지원과 보조를 정책적으로 추진, 석탄산업의 부양과 석탄의 안정공급을 도모하고 있으나 그 성과는 의문시되고 있다.

독일 가르츠바일러의 노천 석탄 광산. 고해상도 파노라마.

## 같이 보기
- 석탄 생산량에 따른 나라 목록
- 석탄액화연료
- 평안 누층군
- 액화천연가스